# Coupe de Grèce masculine de volley-ball
La Coupe de Grèce masculine de volleyball est une compétition à élimination directe par club. La première édition a lieu en 1981. Olympiakos détient le record de titres (18 au total). Olympiakos Le Pirée est le dernier vainqueur (2024-25).

## Palmarès
| - 1981 : Olympiakos Le Pirée - 1982 : Panathinaikos Athènes - 1983 : Olympiakos Le Pirée - 1984 : Panathinaikos Athènes - 1985 : Panathinaikos Athènes - 1986 : Non disputée - 1987 : Démocrite Thessalonique - 1988 : Non disputée - 1989 : Olympiakos Le Pirée - 1990 : Olympiakos Le Pirée - 1991 : Non disputée - 1992 : Olympiakos Le Pirée - 1993 : Olympiakos Le Pirée - 1994 : Annulée - 1995 : Non disputée - 1996 : Non disputée - 1997 : Olympiakos Le Pirée - 1998 : Olympiakos Le Pirée - 1999 : Olympiakos Le Pirée - 2000 : Iraklis Thessalonique | - 2001 : Olympiakos Le Pirée - 2002 : Iraklis Thessalonique - 2003 : A.E. Nikaia - 2004 : Iraklis Thessalonique - 2005 : Iraklis Thessalonique - 2006 : Iraklis Thessalonique - 2007 : Panathinaikos Athènes - 2008 : Panathinaikos Athènes - 2009 : Olympiakos Le Pirée - 2010 : Panathinaikos Athènes - 2011 : Olympiakos Le Pirée - 2012 : Iraklis Thessalonique - 2013 : Olympiakos Le Pirée - 2014 : Olympiakos Le Pirée - 2015 : PAOK Thessalonique - 2016 : Olympiakos Le Pirée - 2017 : Olympiakos Le Pirée - 2018 : PAOK Thessalonique - 2019 : PAOK Thessalonique - 2020 : Annulée | - 2021 : Annulée - 2022 : PAOK Thessalonique - 2023 : PAOK Thessalonique - 2024 : Olympiakos Le Pirée - 2025 : Olympiakos Le Pirée |

### Bilan par club
| Club                    | Titres | Années |
| ----------------------- | ------ | --- |
| Olympiakos Le Pirée     | 18     | 1981, 1983, 1989, 1990, 1992, 1993, 1997, 1998, 1999, 2001, 2009, 2011, 2013, 2014, 2016, 2017, 2024, 2025 |
| Panathinaikos Athènes   | 6      | 1982, 1984, 1985, 2007, 2008, 2010                                                                         |
| Iraklis Thessalonique   | 6      | 2000, 2002, 2004, 2005, 2006, 2012                                                                         |
| PAOK Thessalonique      | 5      | 2015, 2018, 2019, 2022, 2023                                                                               |
| Démocrite Thessalonique | 1      | 1987 |
| A.E. Nikaia             | 1      | 2003 |